# جوني إنغ
جوني إنغ (بالإنجليزية: Johnny Eng)‏ هو مهرب مخدرات أمريكي، ولد في 1958 في هونغ كونغ في الصين.